# チャド＝リビア国境

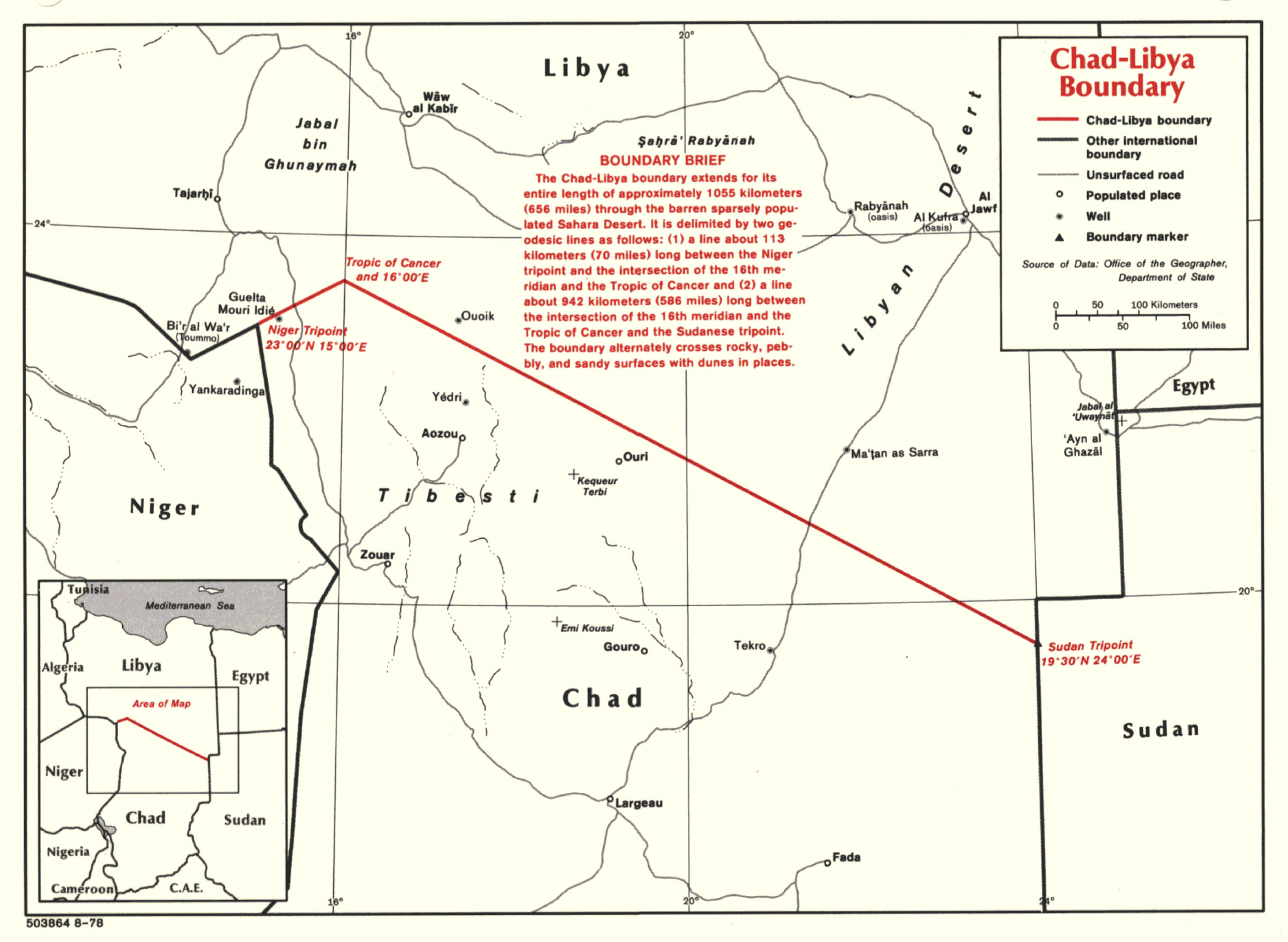
チャド＝リビア国境の地図

チャド＝リビア国境（チャド＝リビアこっきょう）は、チャドとリビアの国境である。西はニジェールとの三国国境から東はスーダンとの三国国境まで、1,050キロメートルにおよぶ。

## 概要
両国の国境は2本の直線からなり、北緯23度線と東経15度線の交点（ニジェールとの三国国境）、北回帰線（北緯23度26分21秒）と東経16度線の交点、北緯19度30分線と東経24度線の交点（スーダンとの三国国境）の3地点を順に直線で結んだものである。西側の直線は113キロメートルで、この直線を西に延長したものがリビア＝ニジェール国境の一部である。東側の直線は942キロメートルである。東端の東経24度線は、リビア＝スーダン国境・チャド＝スーダン国境となっている。
国境は全てサハラ砂漠の中であり、中間部でティベスティ山地を横切っている。リビアの最高峰であるビクー・ビティのすぐ南を国境線が通過する。

## 歴史
リビア沿岸地域は、オスマン帝国が16世紀以来、トリポリタニア・ヴィライェトとして名目上支配していたが、その南部の境界は明確に規定されていなかった。現在のチャドとリビアの国境は、19世紀後半にヨーロッパ諸国がアフリカにおける領土と覇権を争ったアフリカ分割の時期に初めて画定されたものである。1884年のベルリン会議において、関係各国がそれぞれの領土主張と行動規範について合意した。この会議において、フランスはニジェール川上流の流域（おおむね現在のマリとニジェール）と、フランス人探険家ピエール・ブラザが探検したアフリカ中央部（おおむね現在のガボンとコンゴ共和国）を獲得した。フランスは両地点からさらに内陸部への探険を進めた。1900年4月には双方の探検隊が現在のカメルーン北部のクッセリで合流し、2つの地域がつながった。フランスは当初、新たに獲得したこれらの領土を軍事用として統治していたが、後にフランス領西アフリカ(AOF)とフランス領赤道アフリカ(AEF)の2つの連邦植民地に再編した。

### 1899年の英仏合意
1899年3月21日、イギリスとフランスは、ニジェール川以東におけるフランスの影響力は、北回帰線と東経16度線との交点から北緯19度30分東経24度の地点まで伸びる対角線よりも北には及びさないことで合意した。この直線は、現在のチャド＝リビア国境の東側の直線部分に相当する。

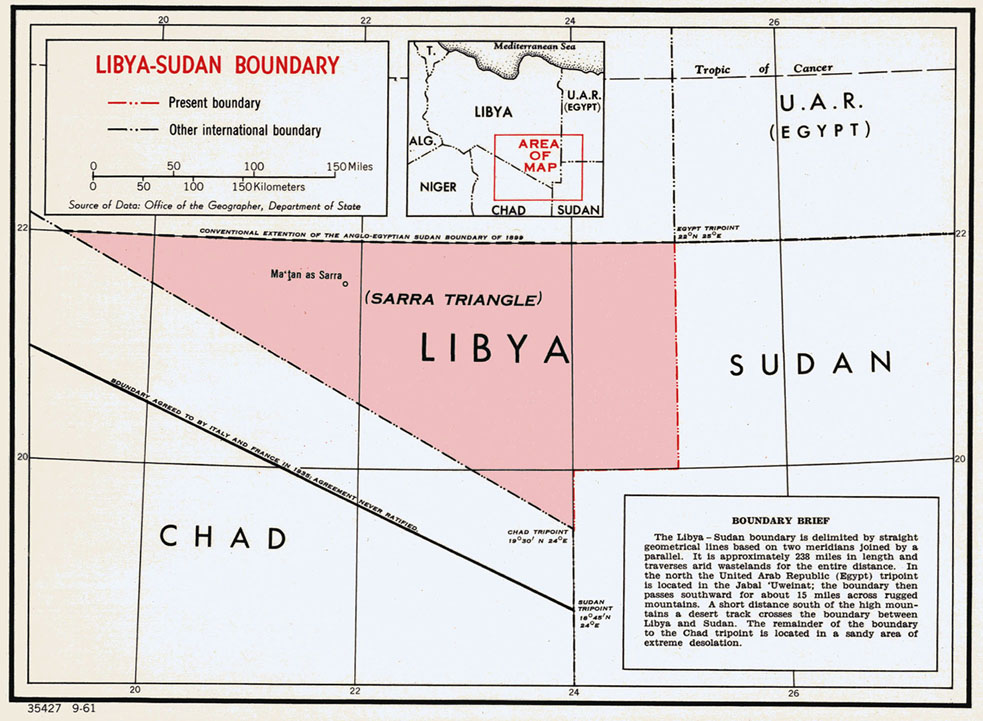
赤色で示した箇所がサラ・トライアングル

オスマン帝国はこの合意に抗議し、トリポリタニアの南部に軍を移動させ始めた。一方、他のヨーロッパ諸国のように植民地を拡大したいイタリアは、1902年11月1日、フランスに対し英仏合意を支持する意向を表明した。1911年9月、イタリアがトリポリタニアに侵攻し（伊土戦争）、翌年に締結されたウシー条約により、トリポリタニア、フェザーン、キレナイカの主権がイタリアに譲渡された。イタリアは新領土をイタリア領キレナイカとイタリア領トリポリタニアに再編し、さらに南進して、1934年に両地域を統合してイタリア領リビアを成立させた。
1931年3月18日、フランスはティベスティ山地付近の管轄をAOFのニジェールからAEFのチャドに移し、これにより現在のチャド＝リビア国境の西側が確定した。1934年、イギリスとイタリアはイタリア領リビアとイギリス・エジプト領スーダンの国境を画定し、サラ・トライアングルと呼ばれる三角形の領土をイタリアに割譲した。これにより、現在のチャド＝リビア国境の東側が確定した。

### アオゾウ地帯

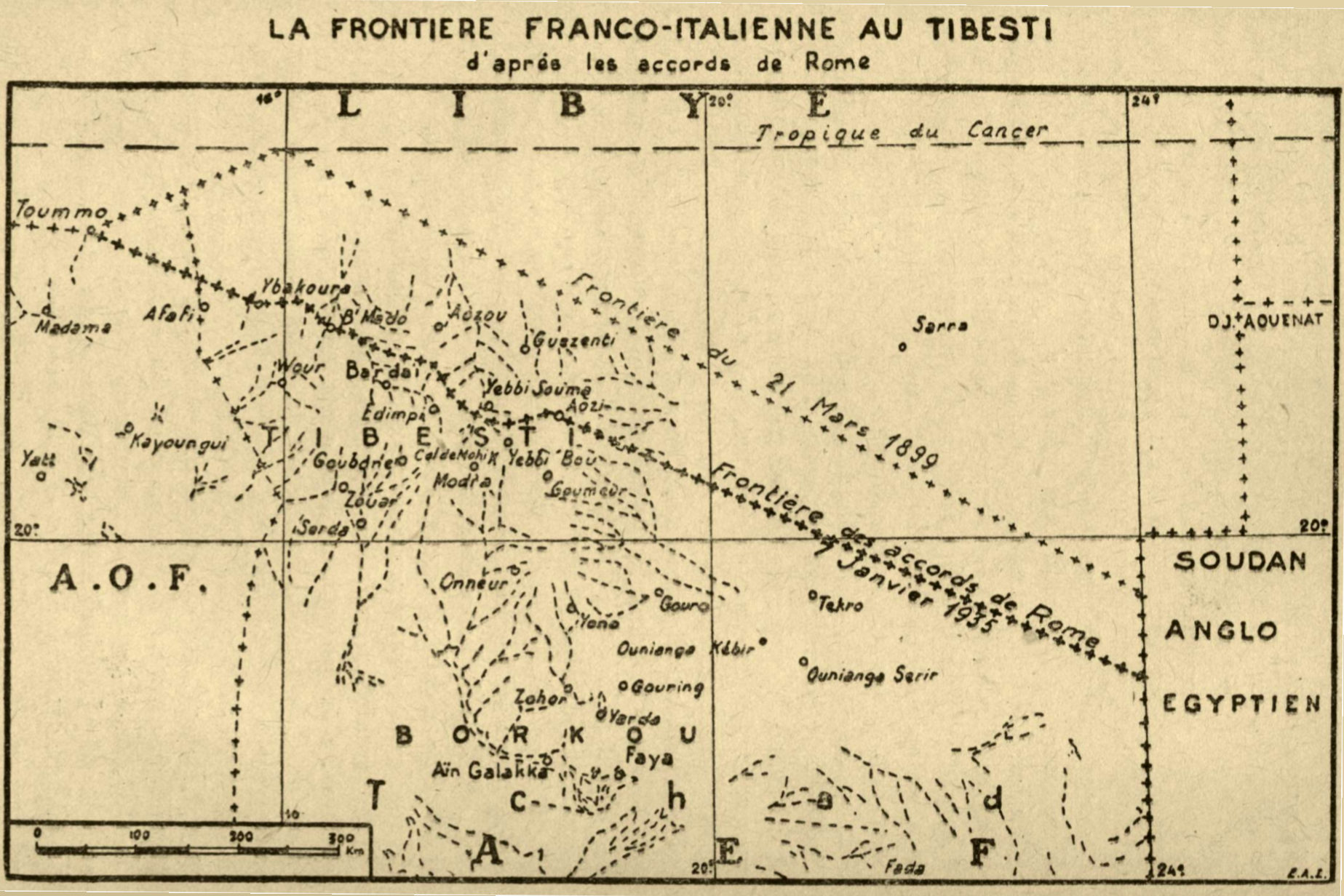
中央の帯状の地帯がアオゾウ地帯

1935年1月7日、イタリアとフランスは、イタリア領リビアとフランス領赤道アフリカとの国境を、北緯23度東経15度（現在のチャド＝リビア国境の西端）と北緯18度45分東経24度を結ぶ線まで南に移動するローマ協定を結んだ。この協定によりイタリアに割譲される帯状の地域はアオゾウ地帯と呼ばれる。この協定は正式に批准されなかったため発効しなかったが、アオゾウ地帯は慣習的にリビアの領土として扱われていた。
第二次世界大戦中、イタリアは北アフリカ戦線で敗れ、イタリアのアフリカ植民地は連合国に占領された。イタリア領リビアはイギリスとフランスに分割して占領され、キレナイカとトリポリタニアはイギリスの占領地域（イギリス軍政下のリビア）に、フェザーンはフランスの占領地域（フランス軍政下のフェザーン）になった。リビアは1951年12月2日にリビア連合王国として独立した。1955年、リビアとフランスとの条約によりアオゾウ地帯はフランス領となった。チャドは1960年8月11日にフランスから独立し、この境界は2つの独立国家間の国境となった。

### 独立後
1969年のクーデターによりリビアの政権を掌握したカダフィは、アオゾウ地帯にウラン鉱石が豊富に埋蔵している可能性があることから、この地域の領有主張を再燃させた。またカダフィは、チャドへの内政干渉を行い、第一次チャド内戦では反政府勢力FROLINATを積極的に支援し、チャド北部へ軍を派遣した。両国の関係が悪化する中で、両国間での会談も秘密裏に行われていた。カダフィは、1972年の会談において当時のチャド大統領フランソワ・トンバルバイがアオゾウ地帯をリビアに譲渡したと主張しているが、その詳細は不明である。1975年、チャド大統領グクーニ・ウェディは、アオゾウ地帯へのリビア軍の駐留を公に非難した。そして1978年にチャド・リビア紛争が勃発した。1987年の停戦後、両国は国境紛争を平和的に解決することで合意した。1990年、アオゾウ地帯の問題が国際司法裁判所(ICJ)に提訴され、1994年、アオゾウ地帯はチャドに属するという判断が下された。
これ以降、国境地帯の状況は大幅に鎮静化した。しかし、2011年にカダフィ政権が崩壊してからリビアの内政が不安定化したこと、それにより国境を超える難民が増加したこと、また、2000年代後半にチャド北西部で金鉱が発見されたことによる無秩序なゴールドラッシュの発生により、この地域は再び注目されるようになった。
2019年3月、チャド大統領イドリス・デビは、リビアとの国境の封鎖を発表した。これは、リビア内戦によりリビア国内が長期にわたり不安定化していることと、リビアを拠点とする反政府武装勢力がチャド領内に侵入したことが理由である。フランスは、バルハン作戦として、チャド陸軍による国境警備を支援し、反政府勢力に対する空爆を実施した。